# Ossa rotte (Rkomi)
Ossa rotte è un singolo del rapper italiano Rkomi, pubblicato il 17 giugno 2022 come unico estratto dalla riedizione del terzo album in studio Taxi Driver + (Deluxe).

## Video musicale
Il video, diretto da Marc Lucas e Igor Grbesic, è stato pubblicato il 28 giugno 2022 sul canale YouTube del rapper.

## Tracce
Testi di Davide Petrella, musiche di Michele Zocca.
1. Ossa rotte – 3:25

## Classifiche
| Classifica (2022) | Posizione massima |
| ----------------- | ----------------- |
| Italia            | 44                |